# Arnold Ridley
William Arnold Ridley OBE (Bath, 7 januari 1896 – Londen, 12 maart 1984) was een Brits toneelschrijver en acteur.
Ridley werd in Nederland vooral bekend door zijn rol als de bejaarde soldaat Charles Godfrey in Dad's Army.

## Jeugd
Ridley werd geboren in Walcot, een buitenwijk van Bath. Hij was enig kind. Zijn vader had een schoenwinkel en werkte daarnaast als gymnastiekleraar, zijn moeder was onderwijzeres aan een zondagsschool. Hij ging naar de Clarendon School en de Bath City Secondary School, waar hij een fervent sporter was. Vervolgens studeerde hij onderwijskunde aan de Universiteit van Bristol en speelde hij Hamlet in een studententoneelproductie. Ridley liep stage als leerkracht bij een basisschool in Bristol.

## Militaire dienst
Ridley had net zijn theaterdebuut gemaakt in Prunella in het Theatre Royal in Bristol toen hij zich in augustus 1914 als vrijwilliger aanmeldde bij de Britse landmacht. Hij werd aanvankelijk afgekeurd wegens een teenblessure. In 1915 meldde hij zich opnieuw aan. Hij werd toen wel aangenomen en werd ingedeeld bij de Somerset Light Infantry. Ridley liep meerdere ernstige verwondingen op. Tijdens de Slag aan de Somme raakte hij dusdanig gewond aan zijn linkerhand dat hij deze nagenoeg niet meer kon gebruiken en zijn benen zaten vol granaatscherven. Hij liep een bajonetwond op in zijn lies en door een klap van een Duitse geweerkolf bleef hij last houden van black-outs, waarna hij in 1916 op medische gronden uit militaire dienst werd ontslagen. Tijdens het interbellum zou hij last houden van nachtmerries over de oorlog.
Na een vergeefse poging een filmbedrijf op te richten, meldde Ridley zich in 1939 na het uitbreken van de Tweede Wereldoorlog opnieuw aan bij het Britse leger. Hij werd met registratienummer 103.663 op 7 oktober 1939 aangesteld als tweede luitenant in algemene dienst, en werd ingedeeld bij de British Expeditionary Force in Frankrijk ten tijde van de "Schemeroorlog", waar hij als officier onder andere journalisten begeleidde die een bezoek brachten aan de frontlinie. In mei 1940 keerde Ridley terug naar Engeland op de overvolle torpedobootjager HMS Vimera, het laatste Britse schip dat wist te ontsnappen uit de haven tijdens de Slag om Boulogne. Kort daarna werd hem opnieuw op medische gronden ontslag verleend uit militaire dienst. Hij sloot zich later aan bij de Home Guard in zijn woonplaats Caterham. Ridley trad ook op voor de Entertainments National Service Association (ENSA), een organisatie die tijdens de Tweede Wereldoorlog de Britse strijdkrachten amusement bezorgde, en reisde daarmee door het hele land.

## Onderscheiding
Ridley werd nooit onderscheiden voor zijn acties tijdens de Eerste Wereldoorlog. Toen hij ten slotte een OBE kreeg was dat 'for services to the theatre'. Zijn zoon Nicholas Ridley meende dat Ridley de onderscheiding eigenlijk kreeg voor zijn rol als 'Godfrey' in Dad's Army.

## Toneelloopbaan
Ridley schreef meer dan 30 toneelstukken. Zijn stuk The Ghost Train werd een aantal malen verfilmd, onder andere in Nederland als De spooktrein (1939). Hij speelde jarenlang mee in de populaire hoorspelserie The Archers. Ridley speelde in de serie The Persuaders (met Roger Moore en Tony Curtis) een gastrolletje in de aflevering 'The Ozerov inheritance'.

## Toneelstukken
- The Wrecker (1927)
- Ghost Train (1927, in Nederland bekend als Spooktrein)
- Old Leeds (1928)
- Keepers of Youth (1929)
- Third Time Lucky (1932)
- Half a Crown (1934)
- Recipe for Murder (1936)
- Peril at End House (1940, adaptatie van de gelijknamige roman van Agatha Christie)
- Easy Money (1948)
- East of Ludgate Hill (1950)
- Murder Happens (1951)
- The Return (1953)
- Mrs Tredruthan's Son (1953)
- Beggar My Neighbour (1953)
- Geranium (1954)
- Tabitha (1956)
- You, My Guests (1956)
- Bellamy (1960)
- Hercule Poirot Strikes (1967, naar een roman van Agatha Christie)

## Persoonlijk leven
Ridley was drie keer getrouwd. De eerste keer was van 1926 tot 1939. Daarna had hij een kortstondig huwelijk in 1939 en ten slotte trouwde hij in oktober 1945 met actrice Althea Parker (1911-2001). Met Parker had hij een zoon, geboren in 1947.
Ridley overleed in 1984 op 88-jarige leeftijd in een ziekenhuis in Northwood na een val in zijn appartement in Denville Hall, een tehuis voor gepensioneerde acteurs. Hij werd gecremeerd in het Golders Green Crematorium en zijn urn werd begraven bij het graf van zijn ouders in Bath Abbey Cemetery. Zijn verzameling theatermemorabilia werd aan de Universiteit van Bristol nagelaten en online beschikbaar gesteld.
Ridley was een vrijmetselaar en was aangesloten bij de Savage Club Lodge in Londen.
Hij is de oudoom van Star Wars-actrice Daisy Ridley.

## Filmografie
- The Flying Fool (1931, schrijver)
- The Interrupted Journey (1949)
- Green Grow the Rushes (1951)
- Stolen Face (1952)
- Crooks in Cloisters (1964)
- A Man for All Seasons (1966)
- Dad's Army (1971)
- Carry On Girls (1973)
- The Amorous Milkman (1975)

## Televisierollen
| Jaar      | Titel      | Rol             |
| --------- | ---------- | --------------- |
| 1964-1968 | Crossroads | Rev. Guy Atkins |
| 1968–1977 | Dad's Army | Private Godfrey |